# Meine
Meine település Németországban, azon belül Alsó-Szászország tartományban. Lakosainak száma 8628 fő (2023. december 31.). Meine Wasbüttel, Isenbüttel, Rötgesbüttel, Vordorf, Braunschweig, Lehre és Calberlah községekkel határos.

## Népesség
A település népességének változása:
| Lakosok száma | 8610 | 8648 | 4158 | 8706 | 8630 | 8667 | 8628 |
|               | 2016 | 2017 | 2018 | 2019 | 2021 | 2022 | 2023 |